# فوستوریا (میشیگان)
فوستوریا (به انگلیسی: Fostoria) یک منطقهٔ مسکونی در ایالات متحده آمریکا است که در میشیگان واقع شده‌است. فوستوریا ۶۹۴ نفر جمعیت دارد و ۲۶۰٫۰ متر بالاتر از سطح دریا واقع شده‌است.